# My Heaven Is Your Hell
„My Heaven Is Your Hell“ je singl finske hard rok grupe Lordi sa albuma The Monsterican Dream. Objavljen je 31. marta 2004. godine. Ovo je ujedno i prvi singl sa ovog albuma. Uz prvih 600 kopija koje su se našle u prodaji fanovi su dobili i nalepnice benda, na kojima se nalazio i autogram Mr. Lordija.

## Spisak pesama
1. - 3:41
2. - 3:47

## Članovi benda
- Mr. Lordi - Vokal
- Amen - Gitara, Prateći vokal
- Kalma - Bas gitara, Prateći vokal
- Enary - Klavijature, Prateći vokal
- Kita - Bubnjevi, Prateći vokal